# メイヨー統監
メイヨー統監（メイヨーとうかん、英語: Lord Lieutenant of Mayo）は、イギリスの官職。統監の1つで、メイヨー県を担当する。1831年首席治安判事（アイルランド）法（Custos Rotulorum (Ireland) Act 1831）により、Governor職を置き換える形で設立され、メイヨー首席治安判事も兼任する。1922年に建国したアイルランド自由国では統監が任命されなくなったが、法律自体は残り、1983年制定法整理法で正式に廃止された。

## 一覧
- 1831年10月7日 – 1845年1月26日：第2代スライゴ侯爵ハウ・ブラウン[3]
- 1845年2月25日 – 1888年11月10日：第3代ルーカン伯爵ジョージ・ビンガム[3]
- 1889年1月14日 – 1901年3月14日：第5代アラン伯爵アーサー・ゴア[3]
- 1901年7月27日 – 1914年6月5日：第4代ルーカン男爵ジョージ・ビンガム（英語版）[3]
- 1914年9月1日 – 1922年：第6代スライゴ侯爵ジョージ・ブラウン（英語版）[3]